# العلاقات الكونغوية اليابانية
العلاقات اليابانية الكونغولية هي العلاقات الثنائية التي تجمع بين اليابان وجمهورية الكونغو.

## مقارنة بين البلدين
هذه مقارنة عامة ومرجعية للدولتين:
| وجه المقارنة                                              | اليابان         | [[تصنيف:صفحات تستخدم رمز علم غير موجود\|]] جمهورية الكونغو |
| --------------------------------------------------------- | --------------- | ---------------------------------------------------------- |
| المساحة (كم2)                                             | 377.97 ألف      | 342.00 ألف                                                 |
| عدد السكان (نسمة)                                         | 126.79 مليون    | 5.26 مليون                                                 |
| الكثافة السكانية (ن./كم²)                                 | 335.45          | 15.38                                                      |
| العاصمة                                                   | طوكيو           | برازافيل                                                   |
| اللغة الرسمية                                             | اللغة اليابانية | لغة فرنسية                                                 |
| العملة                                                    | ين ياباني       | فرنك وسط أفريقي                                            |
| الناتج المحلي الإجمالي (بليون دولار)                      | 4.87 تريليون    | 8.72 مليار                                                 |
| الناتج المحلي الإجمالي (تعادل القوة الشرائية) بليون دولار | 5.18 تريليون    | 29.48 مليار                                                |
| الناتج المحلي الإجمالي الاسمي للفرد دولار أمريكي          | 34.52 ألف       | 1.85 ألف                                                   |
| الناتج المحلي الإجمالي للفرد دولار أمريكي                 | 36.62 ألف       |                                                            |
| مؤشر التنمية البشرية                                      | 0.903           | 0.591                                                      |
| رمز المكالمات الدولي                                      | +81             | +242                                                       |
| رمز الإنترنت                                              | .jp             | .cg                                                        |
| المنطقة الزمنية                                           | توقيت اليابان   | ت ع م+01:00                                                |

## مدن متوأمة
في ما يلي قائمة باتفاقيات التوأمة بين مدن يابانية وكونغولية:
- ترتبط سيتو مع جمهورية الكونغو باتفاقية توأمة منذ 18 نوفمبر 2003.

## منظمات دولية مشتركة
يشترك البلدان في عضوية مجموعة من المنظمات الدولية، منها:
| علم المنظمة | اسم المنظمة                               | تاريخ انضمام اليابان | تاريخ انضمام جمهورية الكونغو |
| ----------- | ----------------------------------------- | -------------------- | ---------------------------- |
|             | يونسكو                                    | 2 يوليو 1951         | 24 أكتوبر 1960               |
|             | الفريق المعني برصد الأرض                  | ?                    | ?                            |
|             | مؤسسة التمويل الدولية                     | 20 يوليو 1956        | 1 أكتوبر 1980                |
|             | المركز الدولي لتسوية المنازعات الاستشارية | 16 سبتمبر 1967       | 14 أكتوبر 1966               |
|             | منظمة حظر الأسلحة الكيميائية              | ?                    | ?                            |
|             | مؤسسة التنمية الدولية                     | 27 ديسمبر 1960       | 8 نوفمبر 1963                |
|             | منظمة التجارة العالمية                    | ?                    | ?                            |
|             | وكالة ضمان الاستثمار متعدد الأطراف        | 12 أبريل 1988        | 16 أكتوبر 1991               |
|             | منظمة الشرطة الجنائية الدولية             | ?                    | ?                            |
|             | الأمم المتحدة                             | 18 ديسمبر 1956       | 20 سبتمبر 1960               |
|             | البنك الدولي للإنشاء والتعمير             | 13 أغسطس 1952        | 10 يوليو 1963                |
|             | البنك الإفريقي للتنمية                    | ?                    | ?                            |

## وصلات خارجية
- موقع وزارة الخارجية اليابانية